# معتز عبدالله
معتز عبدالله (عربی: معتز عبدالله؛ زادهٔ ۸ نوامبر ۱۹۷۴) یک بازیکن فوتبال اهل امارات متحده عربی است.
از باشگاه‌هایی که در آن بازی کرده‌است می‌توان به العین، الوحده امارات، الامارات، باشگاه ورزشی السد، تیم ملی فوتبال امارات متحده عربی، الشعب، و عجمان اشاره کرد.
وی همچنین در تیم ملی فوتبال امارات متحده عربی بازی کرده است.